# 黃逢昶
黃逢昶，字曉墀，湖南湘陰人，生平事蹟不詳。光緒七年(1882)奉派至宜蘭催收城捐，著有《台灣雜記》，並與吳光亮、王凱泰合撰《台灣生熟番紀事》。